# جان كلود لوزون
جان كلود لوزون (بالإنجليزية: Jean-Claude Lauzon ؛29 سبتمبر 1953-10 أغسطس 1997) صانع أفلام وسيناريست كندي. ولد لعائلة من الطبقة العاملة في مونتريال، كيبيك، ترك لوزون المدرسة الثانوية وعمل في وظائف مختلفة قبل دراسة السينما في جامعة كيبيك في مونتريال. وهو أحد أهم وأمهر المخرجين في جيله؛ ولم يصنع في حياته سوى فيلمين وهما: «ليولو» و«حديقة حيوان لا نوي»، ويعد «ليولو» من أفضل مئة فيلم في التاريخ حسب مجلة التايم، ترشح لوزون للعديد من الجوائز منها السعفة الذهبية، وقد توفي بسبب حادثة طيران عن عمر 43 عامًا فقط.

## وصلات خارجية
جان كلود لوزون على قاعدة بيانات الأفلام على الإنترنت